# Actinoptera acculta
Actinoptera acculta är en tvåvingeart som beskrevs av Munro 1957. Actinoptera acculta ingår i släktet Actinoptera och familjen borrflugor. Inga underarter finns listade i Catalogue of Life.